# Новотерновский
Новотерно́вский — посёлок в Труновском районе (муниципальном округе) Ставропольского края России.

## География
Расстояние до краевого центра: 61 км.
Расстояние до районного центра: 26 км.

## История
В 1972 году Указом Президиума ВС РСФСР посёлок отделения № 2 совхоза им. Кирова переименован в Новотерновский.
До 16 марта 2020 года Новотерновский входил в состав муниципального образования «Сельское поселение Кировский сельсовет».

## Население
| 1989 | 2002 | 2010 | 2014 | 2019 | 2020 |
| ---- | ---- | ---- | ---- | ---- | ---- |
| 354  | ↗432 | ↘421 | ↘400 | ↘306 | ↘291 |

По данным переписи 2002 года, 82 % населения — русские.

## Кладбище
В посёлке есть открытое кладбище площадью 7 тыс. м².